# Labba
Labba (ou Laba) est un village du Cameroun situé dans le département du Haut-Nyong et la région de l'Est. Il fait partie de la commune de Messamena.

## Population
En 1965-1966, la localité comptait 290 habitants, principalement des Bikélé. À cette date elle disposait d'une école privée catholique à cycle complet et d'une mission catholique. 

Lors du recensement de 2005 on y dénombrait 519 personnes.